# Trachelas bomiensis
Espèce
Trachelas bomiensis est une espèce d'araignées aranéomorphes de la famille des Trachelidae.

## Distribution
Cette espèce est endémique du Tibet en Chine,. Elle se rencontre dans le xian de Bomi.

## Description
Le mâle holotype mesure 3,99 mm et la femelle paratype 3,60 mm.

## Systématique et taxinomie
Cette espèce a été décrite par Jin et Mi en 2024.

## Étymologie
Son nom d'espèce, composé de bomi et du suffixe latin -ensis, « qui vit dans, qui habite », lui a été donné en référence au lieu de sa découverte, le xian de Bomi.

## Publication originale
(mai 2024).
- Liu, Liu, Zhang, Li, Mi & Jin, 2024 : « An update on the distribution of the genus Trachelas L. Koch, 1872 (Araneae, Trachelidae) in China, with description of a new species. » Zootaxa, no 5453(4), p. 567-576.